# Wong Jing Lun
Wong Jing Lun (cinese tradizionale: 黃靖倫; cinese semplificato: 黄靖伦; pinyin: Huáng Jìng Lún; Singapore, 23 luglio 1983) è un cantante e attore singaporiano naturalizzato taiwanese, conosciuto anche con il nome di Jing Wong.
È entrato nel mondo dello spettacolo grazie alla partecipazione alla terza stagione della competizione canora One Million Star (超級星光大道3), in seguito alla quale ha vinto un biglietto per Taiwan e la possibilità di sfondare lì nel mercato mandopop. Ha ottenuto l'attenzione del pubblico per la sua vocalità molto alta, egli è infatti controtenore, e perché canta in falsetto.

## Carriera
Wong è arrivato in sesta posizione alla competizione canora One Million Star, ma è stato votato come concorrente più popolare. Ha cantato, inoltre, cinque canzoni nel concerto di One Million Star a Los Angeles.
Il suo album di debutto, Jing's Note, è stato pubblicato a Taiwan il 14 novembre 2008, ed ha ottenuto il successo vendendo più di 44 000 copie. Nella patra di Jing Lun, Singapore, lo stesso album ha venduto poco più di 4 000 copie.
Attualmente frequenta dei corsi di recitazione e vocalismo a Taiwan, e fa inoltre da spalla alla famosa cantante Jolin Tsai nella maggior parte dei concerti del tour di quest'ultima nei campus universitari taiwanesi. Sempre recentemente è stato scelto come portavoce per il suo primo spot pubblicitario, per la bevanda Suntory C.C. Lemon, insieme alla cantante ed attrice Rainie Yang.
Per quanto riguarda l'ambito della recitazione, Jing Lun ha recitato, nel ruolo di Chen Yu Yi, insieme a Cyndi Wang e Jiro Wang dei Fahrenheit nella serie televisiva Momo Love, attualmente in onda sul canale televisivo taiwanese GTV. Poco prima di Momo Love, ha interpretato un personaggio minore nella serie in onda sulla SEtTv My Queen, insieme ad Ethan Ruan, nel ruolo del compagno di classe di quest'ultimo Xiao Shen.

## Discografia
| Data di pubblicazione | Titolo                 |
| --------------------- | ---------------------- |
| 14 novembre 2008      | - Jing's Note (倫語錄) |

## Serie televisive
| Annο | Titolo               | Stato       | Ruolo               |
| 2009 | 敗犬女王 / My Queen  | Televisione | Xiao Shen / 小沈    |
| 2009 | 桃花小妹 / Momo Love | Televisione | Chen Yu Yi / 陳餘一 |

## Spot pubblicitari
- 2009: Suntory C.C.Lemon